# لیگ دسته دوم فوتبال شوروی
لیگ دسته دوم شوروی (روسی: Чемпионат СССР по футболу (вторая лига)) مسابقات قهرمانی فوتبال شوروی (لیگ دسته دوم) سومین لیگ برتر فوتبال شوروی پایین از لیگ دسته اول فوتبال شوروی بود. یک سال پس از اینکه گروه دوم کلاس یکم مسابقات قهرمانی فوتبال شوروی به دسته سوم تنزل یافت لیگ دسته دوم در سال ۱۹۷۱ میلادی شکل گرفت.